# Жан-Філіпп Рор
Жан-Філіпп Рор (фр. Jean-Philippe Rohr, нар. 23 грудня 1961, Мец) — французький футболіст, що грав на позиції півзахисника.
Виступав, зокрема, за клуби «Мец» та «Монако», а також національну збірну Франції.
Чемпіон Франції. Володар Кубка Франції. У складі збірної — олімпійський чемпіон.

## Клубна кар'єра
У дорослому футболі дебютував 1979 року виступами за команду «Мец», у якій провів шість сезонів, взявши участь у 109 матчах чемпіонату. За цей час виборов титул володаря Кубка Франції.
Протягом 1985—1986 років захищав кольори клубу «Ніцца».
Своєю грою за останню команду привернув увагу представників тренерського штабу клубу «Монако», до складу якого приєднався 1986 року. Відіграв за команду з Монако наступні два сезони своєї ігрової кар'єри. Більшість часу, проведеного у складі «Монако», був основним гравцем команди.
Завершив ігрову кар'єру у команді «Ніцца», у складі якої вже виступав раніше. Повернувся до неї 1988 року, захищав її кольори до припинення виступів на професійному рівні у 1991 році.

## Виступи за збірну
У 1987 році дебютував в офіційних матчах у складі національної збірної Франції.
Загалом протягом кар'єри в національній команді, яка тривала 1 рік, провів у її формі 1 матч.

## Титули і досягнення
- Чемпіон Франції (1):

«Баварія»: 1987-1988
- Володар Кубка Франції (1):

«Мец»: 1983-1984
- Олімпійський чемпіон (1): 1984